# 20 juillet 1940
Le samedi 20 juillet 1940 est le 202e jour de l'année 1940.

## Naissances
- Bernard Raveau, chimiste français
- Gérard Guégan, écrivain, traducteur, critique de cinéma et journaliste français
- Giacomo DiNorscio (mort le 14 novembre 2004), criminel américain
- Jan David Simon (mort le 15 août 2021), personnalité politique britannique
- Martine Segalen (morte le 23 juin 2021), anthropologue française spécialiste de la famille
- Tony Allen (mort le 30 avril 2020), batteur, auteur-compositeur

## Décès
- Gerda Wegener (née le 15 mars 1885), artiste danoise
- Louis Fourès (né le 9 février 1879), personnalité politique française
- Mathilde Thomas-Soyer (née le 19 août 1858), sculptrice française

## Événements
- la Roumanie et le Danemark quittent la Société des Nations.